# Herlin Riley
Herlin Riley (New Orleans, 1957. február 15. –) amerikai dzsesszdobos; a Wynton Marsalishoz kötődő Lincoln Center Jazz Orchestra kulcsfigurája.

## Pályakép

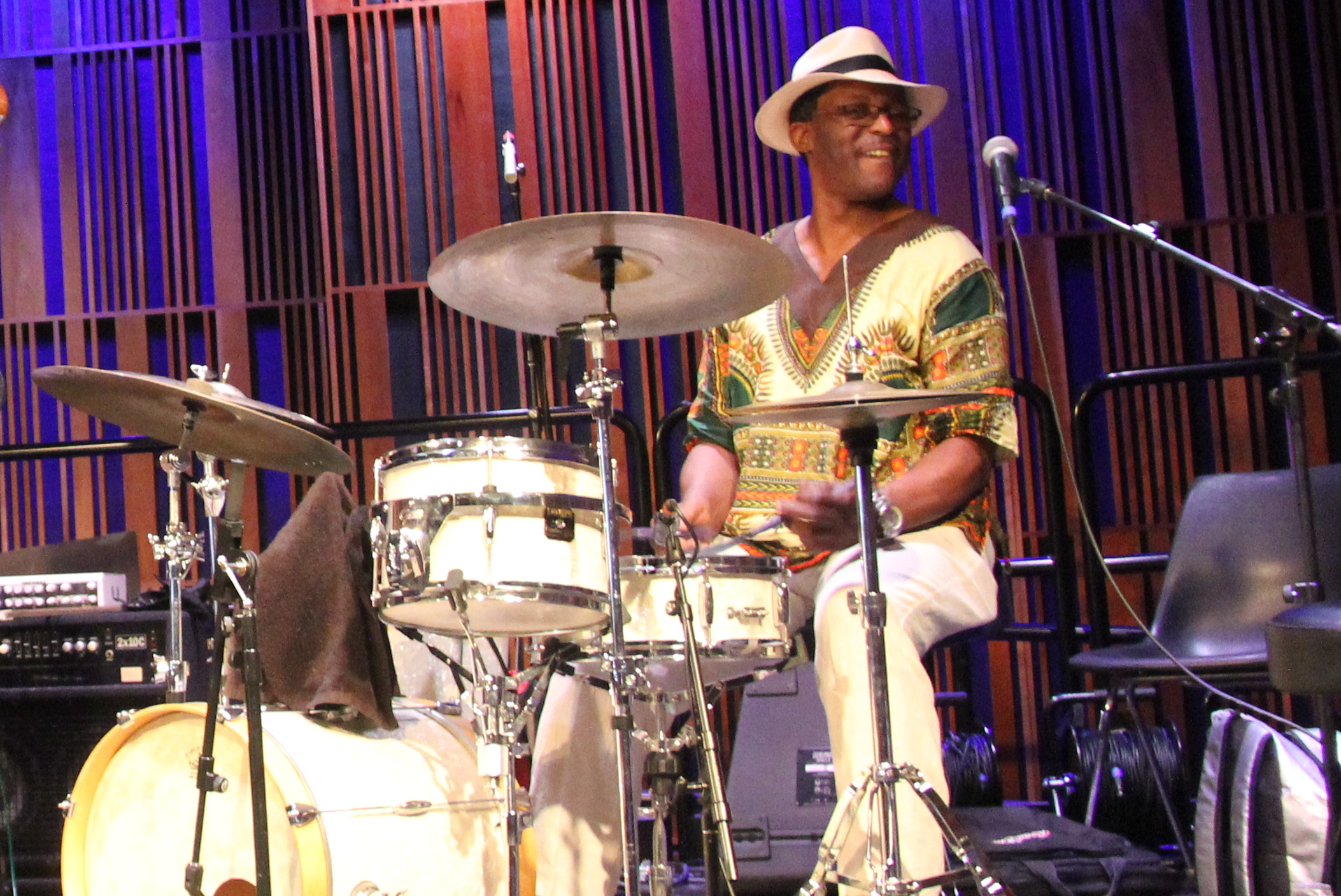

Igen figyelemreméltó zenészek, például Wynton Marsalis és Wessel Anderson mellett ő volt a New York-i Lincoln Center Jazz Orchestra egyik alapító tagja.
Zenész családban született New Orleansban, (Louisiana) és három éves korában már dobolt. Trombitálni tanult a középiskolában két éven át, de érdeklődése a mégis dobok felé fordult. 1984 és 1987 között Ahmad Jamal csapatának tagja volt. 1988-ban csatlakozott Wynton Marsalishoz. Duke Ellington koncerten játszott az első Lincoln Center Jazz Orchestra turnén 1992-ben.
Fontos szerepet játszott Wynton Marsalis Pulitzer-díjat is nyert Blood on the Fields dobfelszerelés fejlesztésében.
Dzsesszdobot oktat (Bienen School of Music at Northwestern University in Evanston).

## Lemezek
Wynton Marsalis dobosaként
- 1988 The Majesty of the Blues
- 1988 Uptown Ruler: Soul Gestures in Southern Blue, Vol. 2
- 1990 Crescent City Christmas Card
- 1990 Standard Time, Vol. 2: Intimacy Calling
- 1990 Standard Time, Vol. 3: The Resolution of Romance
- 1990 Tune in Tomorrow
- 1991 Blue Interlude
- 1991 Levee Low Moan: Soul Gestures in Southern Blue, Vol. 3
- 1992 Citi Movement
- 1993 In This House, On This Morning
- 1994 Jazz at Lincoln Center Presents: The Fire of the Fundamentals
- 1994 Jazz at Lincoln Center: They Came to Swing
- 1994 Joe Cool's Blues
- 1996 Jump Start and Jazz
- 1997 Blood on the Fields
- 1999 Big Train
- 1999 Live at the Village Vanguard
- 1999 Live in Swing City: Swingin with the Duke
- 1999 Reeltims
- 1999 Standard Time, Vol. 6: Mr. Jelly Lord
- 1999 The Marciac Suit
- 2000 Selections from the Village Vanguard Box
- 2004 Trios
- 2004 Unforgivable Blackness: The Rise and Fall of Jack Johnson
- 2005 A Love Supreme
- 2005 Don't Be Afraid: The Music of Charles Mingus
- 2005 Higher Ground Hurricane Benefit Relief Concert
- 2006 Cast of Cats
- 2007 Standards & Ballads
- 2009 Christmas Jazz Jam
- 2012 Swinging into the 21st
- 2012 The Music of America